# Itame imperatoria
Itame imperatoria là một loài bướm đêm trong họ Geometridae.